# Classic Albums
Classic Albums je dokumentární seriál o popových, rockových a heavy metalových albech, která jsou považována za nejlepší nebo nejtypičtější pro danou populární kapelu nebo hudebníka nebo která ilustrují určité stadium hudebního vývoje.

## Seznam dílů
Alba, kterým se seriál věnuje:
- The Band – The Band (1969)
- Black Sabbath – Paranoid (1970)
- Phil Collins – Face Value (1981)
- Cream – Disraeli Gears (1967)
- Deep Purple – Machine Head (1972)
- Def Leppard – Hysteria (1987)
- The Doors – The Doors (1967)
- Duran Duran – Rio (1982)
- Fleetwood Mac – Rumours (1977)
- Peter Gabriel – So (1986)
- Grateful Dead – Anthem of the Sun a American Beauty (1968/1970)
- Green Day – Dookie (1994)
- The Jimi Hendrix Experience – Electric Ladyland (1968)
- Iron Maiden – The Number of the Beast (1982)
- Jay-Z – Reasonable Doubt (1996)
- Elton John – Goodbye Yellow Brick Road (1973)
- Judas Priest – British Steel (1980)
- John Lennon/Plastic Ono Band – John Lennon/Plastic Ono Band (1970)
- Meat Loaf – Bat Out of Hell (1977)
- Metallica – Metallica ("The Black Album") (1991)
- Motörhead – Ace of Spades (1980)
- Nirvana – Nevermind (vizte Classic Albums: Nirvana – Nevermind) (1991)
- Tom Petty and the Heartbreakers – Damn the Torpedoes (1979)
- Pink Floyd – The Dark Side of the Moon (1973)
- Elvis Presley – Elvis Presley (1956)
- Primal Scream – Screamadelica (1991)
- Queen – A Night at the Opera (1975)
- Lou Reed – Transformer (1972)
- Rush – 2112 a Moving Pictures (1976/1981)
- Sex Pistols – Never Mind the Bollocks (1977)
- Paul Simon – Graceland (1986)
- Simply Red – Stars (1991)
- Steely Dan – Aja (1977)
- U2 – The Joshua Tree (1987)
- The Wailers – Catch a Fire (1973)
- The Who – Who's Next (1971)
- Stevie Wonder – Songs in the Key of Life (1976)
- Frank Zappa – Apostrophe (') / Over-Nite Sensation (1974/1973)